# Joan Cervós
Joan Cervós Moro, né le 24 février 1998 à Andorre-la-Vieille, est un footballeur international andorran qui évolue au poste d'arrière gauche au CP San Cristoba.

## Biographie

### En club
En janvier 2020, Cervós rejoint le club d'USL des Switchbacks de Colorado Springs. Il fait ses débuts en championnat avec son nouveau club lors du match d'ouverture de la saison, jouant l'intégralité d'une victoire 2-1 à l'extérieur contre l'Energy d'Oklahoma City.

### En sélection
International avec les équipes de jeune andorranes, il prend notamment part à la victoire historique des espoirs contre l'équipe de Turquie, dont il joue les 90 minutes.
Cervós fait ses débuts internationaux pour l'Andorre le 3 juin 2018, lors d'un match amical contre le Cap-Vert.
Il prend par la suite part au match de qualification pour l'euro contre la Moldavie, remportée 1-0 par l'équipe de la principauté, ce qui constitue la première victoire de l'équipe d'Andorre en match de qualification après 56 défaites.